# Eucilodes
Eucilodes är ett släkte av skalbaggar som beskrevs av Vit 1985. Eucilodes ingår i familjen platthöftbaggar.
Släktet innehåller bara arten Eucilodes caucasicus.